# Farnsburg
Farnsburg est un ancien château fort du XIVe siècle situé sur la commune d'Ormalingen, en Suisse, en ruines depuis le XIXe siècle.

## Histoire
Le château est fondé vers 1330 par les comtes de Thierstein. Il constitue alors le centre d'une seigneurie qui inclut les villages d'Arisdorf, Buus, Diepflingen, Gelterkinden, Hemmiken, Kilchberg, Maisprach, Ormalingen, Rickenbach, Rünenberg, Tecknau, Wenslingen, Wintersingen et Zeglingen. Il est alors connu sous les noms de Varsperg ou Varnsberg.
Après la disparition de la famille Thierstein, le château devint vers 1350 la résidence de la branche Thierstein-Farnsburg puis, après 1418, celle des barons de Falkenstein. Hans et Thomas de Falkenstein rejoignent la famille des Habsbourg d’Autriche en 1440 et prennent activement part à leur côté à l’ancienne guerre de Zurich le 22 juillet 1443. En particulier, les Falkenstein prennent la ville de Brugg et y mettent le feu. En représailles, en 1444, une troupe de Confédérés assiège en vain le château avant de se faire anéantir à la bataille de Saint-Jacques-sur-la-Birse. 
La guerre menée par Bâle contre les nobles soutenant les Habsbourg conduit progressivement à la ruine politique et économique de la famille des Falkenstein qui, en 1641, doit vendre le château et la seigneurie à la ville de Bâle, qui les transforme en bailliage. 
Aux XVe et XVIe siècles, ce bailliage, initialement identique à la seigneurie, s'étend aux villages de Zunzgen, Sissach, Böckten, Tenniken, Diegten, Eptingen et Itingen. C'est à cette époque seulement qu'il prend le nom de Farnsburg. Après que le dernier bailli a évacué le château, il est incendié par les paysans locaux en 1798 avant de servir de carrière.

## Architecture
Le château est bâti sur une colline homonyme. Son versant accessible était protégé par un fossé, l'autre se dressant sur un éperon saillant. La ruine actuelle présente encore un mur bouclier, le mur d'enceinte ainsi qu'une barbacane avancée qui protège le portail. 
Des reproductions et des plans des XVIIe et XVIIIe siècles ont permis de reconstituer l'architecture probable de l'ancien édifice.

## Sources
- (de) Cet article est partiellement ou en totalité issu de l’article de Wikipédia en allemand intitulé « Ruine Farnsburg » (voir la liste des auteurs).
- « Farnsburg » dans le Dictionnaire historique de la Suisse en ligne.
- « Ruines historiques de Farnsburg » (consulté le 9 septembre 2007)